# Числа (журнал)
«Числа» — «журнал литературы, искусства и философии» русской эмиграции, выходивший в Париже в 1930—1934 годах.
За пять лет вышло 10 номеров (в 8 книгах). Главным редактором был Николай Оцуп. В редактировании первых четырёх номеров принимала также участие фактическая издательница, Ирма Владимировна де Манциарли, представитель теософского журнала «Cahiers de l'étoile». После ухода Манциарли в 1931 году издание журнала стал финансировать писатель и предприниматель А. П. Буров. Пользуясь положением негласного издателя, он не только печатал в журнале свои произведения, но и пытался вмешиваться в редакционную политику. В конце концов в 1934 году Буров прекратил поддержку издания, объяснив это в письме Оцупу «нерусской линией» редакции. Уже готовый 11-й номер так и не вышел.
В журнале печатались в основном авторы младшего поколения русской эмиграции: Гайто Газданов, Александр Гингер, Ирина Одоевцева, Борис Поплавский, Игорь Чиннов, Сергей Шаршун, Юрий Мандельштам, Владимир Смоленский, Юрий Терапиано, Юрий Фельзен, Лидия Червинская, Анатолий Штейгер, Василий Яновский, Владимир Варшавский. Здесь был впервые опубликован «Роман с кокаином» М. Агеева. Печатались также Георгий Адамович, Георгий Иванов, Зинаида Гиппиус, Борис Зайцев, Дмитрий Мережковский, Алексей Ремизов, Семён Франк, Лев Шестов, Георгий Федотов. Журнал принципиально не принимал политических статей. В эмигрантской печати журнал вызвал бурную полемику, см. многочисленные критические отклики.
В каждом номере было около 20 иллюстраций, из художников представлены Наталья Гончарова, Михаил Ларионов, Иван Пуни, Марк Шагал, Александр Яковлев, а также Морис де Вламинк, Эжен Делакруа и Андре Дерен.
По мнению Вольфганга Казака, эстетически это лучший журнал первой эмиграции. Как отметил В. Б. Сосинский, он «из кожи лез, чтоб походить на классический «Аполлон»».
При журнале существовало издательство, где были опубликованы шесть книг; в отличие от журнала, «книги издавались по традиционным лекалам 1930-х: простая обложка, отсутствие иллюстраций, минимум оформления».